# Richard Ewen Borcherds
Richard Ewen Borcherds (Città del Capo, 29 novembre 1959) è un matematico britannico, vincitore della medaglia Fields nel 1998, conosciuto per i suoi contributi in teoria dei gruppi e teoria dei numeri.

## Riconoscimenti
- Medaglia Fields nel 1998
- Premio Whitehead nel 1992